# Prescott-V
Prescott-V è il nome con cui ci si riferisce per identificare la prima generazione del processore Celeron D, versione ridotta non della più blasonata CPU dual core Pentium D ma del Pentium 4 basato su core Prescott.

## Caratteristiche tecniche
In quanto alla base di una CPU Celeron, si intuisce che si tratta di una versione semplificata di Prescott cache L2 ridotta a 256 KB, (Prescott vanta invece una cache di 1 MB nelle prime versioni e ben 2 MB nelle revisioni successive), e non integra la tecnologia Intel Hyper-Threading, al fine di contenerne i costi di produzione. Per lo stesso motivo, non integra nemmeno la tecnologia SpeedStep per il risparmio energetico, anche perché la maggior semplicità del progetto non ne richiede strettamente la necessità, mentre nelle ultime revisioni sono state introdotte le tecnologie XD-bit, per la sicurezza dei dati e EM64T per duellare più efficacemente con il processore AMD Sempron.
Viene integrato nei sistemi desktop a basso costo anche in virtù del bus a soli 533 MHz.
Tutte queste limitazioni permettono sì di ridurre sensibilmente i costi, ma causano anche un notevole calo delle prestazioni. La cache di 1 MB dei Prescott era stata introdotta proprio per cercare di limitare l'impatto sulle prestazioni della nuova pipeline a 31 stadi implementata in tali processori per poter riprendere la "corsa ai GHz", quindi una riduzione di questa a soli 256 KB crea un notevole collo di bottiglia, ragion per cui tale progetto non ha incontrato molta fortuna.
Il motivo dell'introduzione di questo core è quello di convertire l'intera produzione ai 90 nm, e nel caso dei Celeron D, "riciclare" i core Pentium 4 Prescott che hanno dei piccoli difetti nella produzione, come cache non completamente funzionante o frequenza di bus non stabili.
Va detto, infatti, che spesso le versioni economiche dei chip, come i Celeron, sono in realtà esemplari dei più blasonati "fratelli maggiori" la cui resa produttiva non è stata perfetta, quindi reimmessi sul mercato dopo averli testati a averne disabilitato una parte della cache o ridotto la frequenza massima di funzionamento, o il clock del BUS. È un modo per ridurre gli sprechi.

## Modelli arrivati sul mercato
La tabella seguente mostra i modelli di Celeron D, basati sul core Prescott-V, arrivati sul mercato. Molti di questi condividono caratteristiche comuni e per questo motivo, allo scopo di rendere maggiormente evidente tali affinità e "alleggerire" la visualizzazione alcune colonne mostrano un valore comune a più righe. Di seguito anche una legenda dei termini (alcuni abbreviati) usati per l'intestazione delle colonne:
- Nome Commerciale: si intende il nome con cui è stato immesso in commercio quel particolare esemplare.
- Data: si intende la data di immissione sul mercato di quel particolare esemplare.
- Socket: lo zoccolo della scheda madre in cui viene inserito il processore. In questo caso il numero rappresenta oltre al nome anche il numero dei pin di contatto.
- N°C: sta per "N°Core" e si intende il numero di core montati sul package: 1 se "single core" o 2 se "dual core".
- Clock: la frequenza di funzionamento del processore.
- Molt.: sta per "Moltiplicatore" ovvero il fattore di moltiplicazione per il quale bisogna moltiplicare la frequenza di bus per ottenere la frequenza del processore.
- Pr.Prod.: sta per "Processo produttivo" e indica tipicamente la dimensione dei gate dei transistors (180 nm, 130 nm, 90 nm) e il numero di transistor integrati nel processore espresso in milioni.
- Voltag.: sta per "Voltaggio" e indica la tensione di alimentazione del processore.
- Watt: si intende il consumo massimo di quel particolare esemplare.
- Bus: frequenza del bus di sistema.
- Cache: dimensione delle cache di 1º e 2º livello.
- XD: sta per "XD-bit" e indica l'implementazione della tecnologia di sicurezza che evita l'esecuzione di codice malevolo sul computer.
- 64: sta per "EM64T" e indica l'implementazione della tecnologia a 64 bit di Intel.
- HT: sta per "Hyper-Threading" e indica l'implementazione della esclusiva tecnologia Intel che consente al sistema operativo di vedere 2 core logici.
- ST: sta per "SpeedStep Technology" ovvero la tecnologia di risparmio energetico sviluppata da Intel e inserita negli ultimi Pentium 4 Prescott serie 6xx per contenere il consumo massimo.
- VT: sta per "Vanderpool Technology", la tecnologia di virtualizzazione che rende possibile l'esecuzione simultanea di più sistemi operativi differenti contemporaneamente.

| Nome Commerciale | Data        | Socket | N°C | Clock    | Molt. | Pr.Prod. | Voltag. | Watt | Bus     | Cache            | XD | 64 | HT | ST | VT |
| ---------------- | ----------- | ------ | --- | -------- | ----- | -------- | ------- | ---- | ------- | ---------------- | -- | -- | -- | -- | -- |
| Celeron D 315    | 24/giu/2004 | 478    | 1   | 2,13 GHz | 16x   | 90 nm    | 1,4 V   | 84 W | 533 MHz | L1=16KB L2=256KB | No | No | No | No | No |
| Celeron D 315    | 24/giu/2004 | 478    | 1   | 2,26 GHz | 17x   | 90 nm    | 1,4 V   | 84 W | 533 MHz | L1=16KB L2=256KB | No | No | No | No | No |
| Celeron D 320    | 24/giu/2004 | 478    | 1   | 2,4 GHz  | 18x   | 90 nm    | 1,4 V   | 84 W | 533 MHz | L1=16KB L2=256KB | No | No | No | No | No |
| Celeron D 325    | 24/giu/2004 | 478    | 1   | 2,53 GHz | 19x   | 90 nm    | 1,4 V   | 84 W | 533 MHz | L1=16KB L2=256KB | No | No | No | No | No |
| Celeron D 330    | 24/giu/2004 | 478    | 1   | 2,6 GHz  | 19,5x | 90 nm    | 1,4 V   | 84 W | 533 MHz | L1=16KB L2=256KB | No | No | No | No | No |
| Celeron D 335    | 24/giu/2004 | 478    | 1   | 2,8 GHz  | 21x   | 90 nm    | 1,4 V   | 84 W | 533 MHz | L1=16KB L2=256KB | No | No | No | No | No |
| Celeron D 340    | 22/set/2004 | 478    | 1   | 2,93 GHz | 22x   | 90 nm    | 1,4 V   | 84 W | 533 MHz | L1=16KB L2=256KB | No | No | No | No | No |
| Celeron D 345    | 23/nov/2004 | 478    | 1   | 3,06 GHz | 23x   | 90 nm    | 1,4 V   | 84 W | 533 MHz | L1=16KB L2=256KB | No | No | No | No | No |
| Celeron D 325 J  | N.A.        | 775    | 1   | 2,53 GHz | 19x   | 90 nm    | 1,4 V   | 84 W | 533 MHz | L1=16KB L2=256KB | Sì | No | No | No | No |
| Celeron D 330 J  | N.A.        | 775    | 1   | 2,6 GHz  | 19,5x | 90 nm    | 1,4 V   | 84 W | 533 MHz | L1=16KB L2=256KB | Sì | No | No | No | No |
| Celeron D 335 J  | N.A.        | 775    | 1   | 2,8 GHz  | 21x   | 90 nm    | 1,4 V   | 84 W | 533 MHz | L1=16KB L2=256KB | Sì | No | No | No | No |
| Celeron D 340 J  | N.A.        | 775    | 1   | 2,93 GHz | 22x   | 90 nm    | 1,4 V   | 84 W | 533 MHz | L1=16KB L2=256KB | Sì | No | No | No | No |
| Celeron D 345 J  | N.A.        | 775    | 1   | 3,06 GHz | 23x   | 90 nm    | 1,4 V   | 84 W | 533 MHz | L1=16KB L2=256KB | Sì | No | No | No | No |
| Celeron D 350 J  | N.A.        | 775    | 1   | 3,2 GHz  | 24x   | 90 nm    | 1,4 V   | 84 W | 533 MHz | L1=16KB L2=256KB | Sì | No | No | No | No |
| Celeron D 326    | N.A.        | 775    | 1   | 2,53 GHz | 19x   | 90 nm    | 1,4 V   | 84 W | 533 MHz | L1=16KB L2=256KB | Sì | Sì | No | No | No |
| Celeron D 331    | N.A.        | 775    | 1   | 2,6 GHz  | 19,5x | 90 nm    | 1,4 V   | 84 W | 533 MHz | L1=16KB L2=256KB | Sì | Sì | No | No | No |
| Celeron D 336    | N.A.        | 775    | 1   | 2,8 GHz  | 21x   | 90 nm    | 1,4 V   | 84 W | 533 MHz | L1=16KB L2=256KB | Sì | Sì | No | No | No |
| Celeron D 341    | N.A.        | 775    | 1   | 2,93 GHz | 22x   | 90 nm    | 1,4 V   | 84 W | 533 MHz | L1=16KB L2=256KB | Sì | Sì | No | No | No |
| Celeron D 346    | N.A.        | 775    | 1   | 3,06 GHz | 23x   | 90 nm    | 1,4 V   | 84 W | 533 MHz | L1=16KB L2=256KB | Sì | Sì | No | No | No |
| Celeron D 351    | N.A.        | 775    | 1   | 3,2 GHz  | 24x   | 90 nm    | 1,4 V   | 84 W | 533 MHz | L1=16KB L2=256KB | Sì | Sì | No | No | No |
| Celeron D 355    | /gen/2006   | 775    | 1   | 3,33 GHz | 24x   | 90 nm    | 1,4 V   | 84 W | 533 MHz | L1=16KB L2=256KB | Sì | Sì | No | No | No |

Nota: la tabella soprastante è un estratto di quella completa contenuta nella pagina del Celeron D.

## Termine della produzione di Prescott-V
Intel ha annunciato di voler sospendere entro settembre 2007 la produzione dei modelli 331 e 336. Questa mossa segna l'inizio della fine per la penultima generazione di processore Celeron (in questo caso Celeron D) basata sull'architettura NetBurst del Pentium 4.

## Il successore
Il successore del core Prescott-V per i Celeron D è Cedar Mill, alla base anche dell'ultima generazione di Pentium 4. L'unica differenza eclatante del nuovo core è il processo produttivo che è passato dai 90 nm ai 65 nm.